# Бассенхайм
Бассенхайм (нем. Bassenheim) — община в Германии, в земле Рейнланд-Пфальц.
Входит в состав района Майен-Кобленц. Подчиняется управлению Вайссентурм. Население составляет 2918 человек (на 31 декабря 2010 года). Занимает площадь 14,76 км².
- Ратуша
- Бассенхайм